# Andreu Mesquida Galmés
Andreu Mesquida Galmés, també conegut com a es menescal Taverneta, (Manacor, 1933 - 30 de gener de 2011) fou un veterinari i polític manacorí, diputat en les tres primeres legislatures del Parlament de les Illes Balears.
Doctorat en veterinària, aviat es decantà per la política. Durant la transició espanyola fou el fundador d'Alianza Popular a Manacor. Fou elegit diputat a les eleccions al Parlament de les Illes Balears de 1983, 1987, 1991. Fou coordinador del partit a Palma i Manacor durant la presidència de Gabriel Cañellas.